# Alchemilla calviflora
Alchemilla calviflora är en rosväxtart som beskrevs av A. Plocek. Alchemilla calviflora ingår i släktet daggkåpor, och familjen rosväxter. Inga underarter finns listade i Catalogue of Life.